# Mr. Morale & the Big Steppers
Mr. Morale & the Big Steppers é o quinto álbum de estúdio do rapper americano Kendrick Lamar, lançado em 13 de maio de 2022, através das gravadoras PGLang, Top Dawg Entertainment (TDE), Aftermath Entertainment e Interscope Records.
O disco conta com narração de Whitney Alford e Eckhart Tolle, e participações especiais de Blxst, Amanda Reifer, Sampha, Taylour Paige, Summer Walker, Ghostface Killah, Baby Keem, Kodak Black, Sam Dew, Tanna Leone e Beth Gibbons de Portishead.
Mr. Morale & the Big Steppers é um álbum conceitual que traz uma simulação de uma consulta terapêutica que traz reflexões sobre sua vida. Suas letras abordam uma variedade de temas pessoais, incluindo traumas de infância, de geração, infidelidade e idolatria de celebridades. Sendo em sua maior parte um disco de hip hop politico, o álbum apresenta uma produção minimalista mas com elementos de jazz, R&B, trap e soul.

## Antecedentes
Após o lançamento de seu quarto álbum de estúdio Damn (2017), Kendrick Lamar fez um hiato musical de cinco anos. Durante esse tempo, ele trabalhou como produtor executivo da trilha sonora do filme da Marvel Studios, Pantera Negra (2018)  Lamar também se tornou pai de dois filhos com sua noiva de longa data Whitney Alford, e fundou a empresa de serviços criativos PGLang. Lamar afirmou ter tido um período de dois anos de bloqueio criativo e que isso teria sido uma das principais razões por trás de sua longa pausa na carreira. Em uma postagem de blog em agosto, Lamar anunciou que estava no processo de produção de seu álbum final pela Top Dawg Entertainment

## Lançamento e promoção
No dia 18 de abril de 2022, Kendrick revelou o nome do álbum e a data de lançamento por meio da publicação de uma carta com o título PGLang. Após o anúncio, seu site foi atualizado com uma página de nome "O Coração", que tinha 399 pastas de arquivos vazias de computador. Lamar confirmou também que o projeto seria um álbum duplo no dia 3 de maio, ao compartilhar uma foto da cópia master do álbum.
A capa oficial do álbum foi revelada em 11 de maio. A imagem foi fotografada por Renell Medrano, e mostra Lamar usando uma coroa de espinhos e segurando sua filha, enquanto sua noiva Alford, segura uma criança na cama ao fundo. Mr. Morale & the Big Steppers foi lançado no formato de download digital e streaming em 13 de maio. O álbum foi lançado em sua versão de CD em 27 de maio, e em vinil e fita cassete no dia 26 de agosto.

## Lista de faixas
| Big Steppers   |                                                           |                                                              |         |  |
| N.º            | Título                                                    | Produção                                                     | Duração |  |
| 1.             | "United in Grief"                                         | Oklama Sounwave J. Lbs Timothy Beach Noise [b] Tim Maxey [b] | 4:15    |  |
| 2.             | "N95"                                                     | Boi-1da Sounwave Sweet Baby Keem [b]                         | 3:15    |  |
| 3.             | "Worldwide Steppers"                                      | Sounwave Tae Beast J. Lbs [b]                                | 3:23    |  |
| 4.             | "Die Hard" (com Blxst e Amanda Reifer)                    | Sounwave DJ Dahi Baby Keem J. Lbs FnZ [a]                    | 3:59    |  |
| 5.             | "Father Time" (featuring Sampha)                          | Sounwave DJ Dahi Beach Noise Bekon Timothy Grandmaster Vic   | 3:42    |  |
| 6.             | "Rich" (Interlude)                                        | Timothy                                                      | 1:43    |  |
| 7.             | "Rich Spirit"                                             | Sounwave DJ Dahi Frano                                       | 3:22    |  |
| 8.             | "We Cry Together" (com Taylour Paige)                     | The Alchemist J. Lbs [a] Bekon [b]                           | 5:41    |  |
| 9.             | "Purple Hearts" (with Summer Walker and Ghostface Killah) | Sounwave DJ Khalil J. Lbs [b] Beach Noise [b]                | 5:29    |  |
| Duração total: | Duração total:                                            | Duração total:                                               | 34:49   |  |

| Mr. Morale     |                                           |                                                     |         |  |
| N.º            | Título                                    | Producer(s)                                         | Duração |  |
| 10.            | "Count Me Out"                            | Oklama Sounwave DJ Dahi J. Lbs Maxey [b]            | 4:43    |  |
| 11.            | "Crown"                                   | Timothy                                             | 4:24    |  |
| 12.            | "Silent Hill" (with Kodak Black)          | Boi-1da Sounwave Sweet Beach Noise [b]              | 3:40    |  |
| 13.            | "Savior" (Interlude)                      | Oklama Sounwave J. Lbs                              | 2:32    |  |
| 14.            | "Savior" (com Baby Keem e Sam Dew)        | Cardo J. Lbs Sounwave Oklama Luciano [a] Rascal [a] | 3:44    |  |
| 15.            | "Auntie Diaries"                          | Bekon The Donuts Balmoris Beach Noise [b]           | 4:41    |  |
| 16.            | "Mr. Morale" (com Tanna Leone)            | Williams                                            | 3:30    |  |
| 17.            | "Mother I Sober" (featuring Beth Gibbons) | Sounwave Bekon J. Lbs Maxey                         | 6:46    |  |
| 18.            | "Mirror"                                  | Sounwave DJ Dahi Bekon The Donuts Balmoris [b]      | 4:16    |  |
| Duração total: | Duração total:                            | Duração total:                                      | 38:16   |  |

| Digital bonus track |                    |             |         |  |
| N.º                 | Título             | Producer(s) | Duração |  |
| 19.                 | "The Heart Part 5" | Beach Noise | 5:32    |  |

Notes
- ↑[a]  significa co-produtor
- ↑[b]  significa produtor adicional

## Paradas
| Chart (2022)                            | Posição |
| --------------------------------------- | ------- |
| Austrália (ARIA)                        | 1       |
| Áustria (Ö3 Austria Top 40)             | 2       |
| Bélgica (Ultratop Flandres)             | 1       |
| Bélgica (Ultratop Valônia)              | 2       |
| Canadá (Billboard)                      | 1       |
| República Tcheca (ČNS IFPI)             | 4       |
| Dinamarca (Hitlisten)                   | 1       |
| Países Baixos (Dutch Charts)            | 1       |
| Finlândia (Suomen virallinen lista)     | 1       |
| French Albums (SNEP)                    | 3       |
| Alemanha (Offizielle Deutsche Charts)   | 3       |
| Irlanda (Official Irish Albums)         | 1       |
| Itália (FIMI)                           | 6       |
| Japanese Albums (Oricon)                | 65      |
| Japanese Hot Albums (Billboard Japan)   | 21      |
| Lithuanian Albums (AGATA)               | 1       |
| Nova Zelândia (RMNZ)                    | 1       |
| Noruega (VG-lista)                      | 1       |
| Polónia (ZPAV)                          | 11      |
| Portugal (AFP)                          | 3       |
| Escócia (Official Scottish Albums)      | 4       |
| Slovak Albums (ČNS IFPI)                | 1       |
| Espanha (PROMUSICAE)                    | 7       |
| Suécia (Sverigetopplistan)              | 1       |
| Suíça (Schweizer Hitparade)             | 2       |
| Reino Unido (Official Albums Chart)     | 2       |
| Reino Unido (UK R&B Albums Chart)       | 1       |
| Estados Unidos (Billboard 200)          | 1       |
| Estados Unidos (Top R&B/Hip Hop Albums) | 1       |

| Chart (2022)                           | Posição |
| -------------------------------------- | ------- |
| Australia Albums (ARIA)                | 30      |
| Austria Albums (Ö3 Austria)            | 63      |
| Bélgica Albums (Ultratop Flanders)     | 28      |
| Bélgica Albums (Ultratop Wallonia)     | 87      |
| Canada Albums (Billboard)              | 27      |
| Dinamarca Albums (Hitlisten)           | 36      |
| Países Baixos Albums (Album Top 100)   | 25      |
| França Albums (SNEP)                   | 118     |
| Alemanha Albums (Offizielle Top 100)   | 75      |
| Lituânia Albums (AGATA)                | 29      |
| Nova Zelândia Albums (RMNZ)            | 23      |
| Portugal Albums (AFP)                  | 81      |
| Suiça Albums (Schweizer Hitparade)     | 22      |
| Reino Unido Albums (OCC)               | 36      |
| EUA Billboard 200                      | 17      |
| EUA Top R&B/Hip-Hop Albums (Billboard) | 8       |

| Chart (2023)                           | Posição |
| -------------------------------------- | ------- |
| Bélgica Albums (Ultratop Flanders)     | 111     |
| EUA Billboard 200                      | 88      |
| EUA Top R&B/Hip-Hop Albums (Billboard) | 46      |